# Minimul lui Maunder

Minimul lui Maunder corespunde unui deficit marcant al numărului de pete solare între 1645 și 1715. Un secol după minimul lui Maunder a avut loc minimul lui Dalton. Independent de aceste perioade de minim, apare foarte clar o modulație a numărului de pete solare, urmând ciclul solar de circa 11 ani.

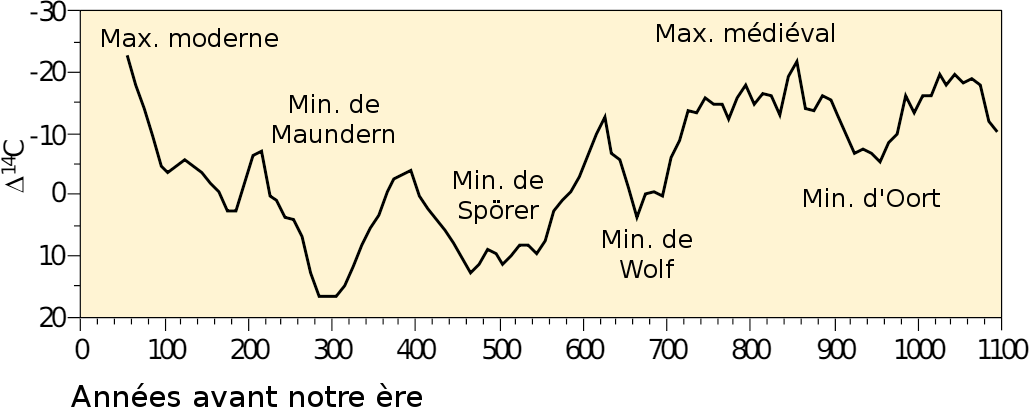
Activitatea solară după anul 900, măsurată prin variația cantității de carbon-14 în lemn, în raport cu cea actuală. Cu cât activitatea solară este mai importantă, cu atât este mai puțin carbon-14 produs în atmosferă și în lemn, întrucât vânturile solare deviază razele cosmice aflate la originea carbonului-14.

În astronomie, minimul lui Maunder corespunde unei epoci, aproximativ  situată între anii 1645 și 1715, în timpul căreia numărul de pete solare — și deci câmpul magnetic al Soarelui și orice forme de activitate solară care decurg de aici — fiind în mod semnificativ mai slabă decât azi.
Denumirea a fost dată de către John A. Eddy, cunoscut și ca « Jack Eddy », astronom american, care a compilat datele astronomice vechi.

## Eponimie și definiție
Edward W. Maunder s-a referit la acest fenomen în anul 1890. Maunder, cu toate acestea, nu poate fi considerat descoperitorul, pentru că, în articolul său, el menționează în mod explicit că se bazează pe cercetările lui Gustav Spörer publicate în germană și în franceză în 1887 și 1889.
Această epocă este corespunzătoare mijlocului unei perioade denumite mica eră glaciară, în care climatul terestru era destul de friguros, cel puțin în Europa, în America de Nord și în China. Climatul terestru este, prin urmare, cel puțin în parte, funcție a activității magnetice a Soarelui. Două ipoteze sunt evocate:
- variația radiației solare,
- modulația fluxului razelor cosmice de către vântul solar.

## Observarea petelor solare în timpul minimului lui Maunder
Minimul lui Maunder dintre 1645 și 1715 nu este o iluzie datorată lipsei de observații. În secolul al XVII-lea, Giovanni Domenico Cassini a condus la Observatorul din Paris un program sistematic de observare a petelor solare cu ajutorul astronomilor Jean Picard și Philippe de La Hire. În mod independent, la Danzig, Johannes Hevelius observa și el petele solare. Tabelul care urmează oferă numărul total de pete solare pe ani (dar nu numărul Wolf):
| Anul | Numărul de pete solare                    |
| ---- | ----------------------------------------- |
| 1610 | 9                                         |
| 1620 | 6                                         |
| 1630 | 9                                         |
| 1640 | 0                                         |
| 1650 | 3                                         |
| 1660 | Câteva pete (Hevelius, Machina Coelestis) |
| 1670 | 0                                         |
| 1680 | Pată mare, observată de Cassini           |

Au fost observate suficiente pete în timpul minimului lui Maunder pentru a putea extrapola ciclurile solare. Maximele au avut loc în anii 1676 (1674?), 1684, 1695, 1705 și 1716.
Activitatea era concentrată în emisfera de sud a Soarelui, în afară de cazul ultimului ciclu, în care petele au apărut și în emisfera de nord.
Legea lui Spörer prezice variația latitudinilor petelor solare în timpul ciclului solar.
| Latitudine solară | Perioada de rotație (în zile) |
| ----------------- | ----------------------------- |
| 0°                | 24,7                          |
| 35°               | 26,7                          |
| 40°               | 28,0                          |
| 75°               | 33,0                          |

Vizibilitatea este un pic afectată de observațiile făcute pornind de la ecliptică, care formează un unghi de 7° cu planul ecuatorului solar (latitudine 0°).

## Minimul lui Dalton și minimul lui Spörer
În prima parte a secolului al XIX-lea a avut loc o altă perioadă, mai puțin marcantă, de micșorare a numărului petelor solare observate. Această perioadă este denumită minimul lui Dalton.
Înainte de era telescopică și observarea sistematică a petelor solare, se pare că a existat, între anii 1420 și 1570, o altă perioadă de slabă activitate solară, denumită minimul lui Spörer. Acest minim este indirect dedus din studiul rapoartelor izotopice ale diverselor elemente chimice care par direct corelate cu activitatea solară.